# Hymne national du Mandchoukouo
L'hymne national du Mandchoukouo est l'un des nombreux symboles nationaux d'indépendance et de souveraineté créés pour apporter un semblant de légitimité à l'État du Mandchoukouo dans le but d'assurer sa reconnaissance international et de transmettre un certain patriotisme chez ses habitants.
Durant les 14 années d'existence du Mandchoukouo, deux hymnes nationaux ont en fait été utilisés : celui du Mandchoukouo est largement enseigné dans les écoles et utilisés lors des cérémonies officielles, tandis que l'hymne national japonais est enseigné aux enfants pour leurs vœux de respect quotidiens à l'empereur du Japon.

## L'hymne de 1933
Le premier hymne national est instauré par le décret no 4 du conseil d'État le 24 février 1933 et diffusé publiquement le 1er mars. Les paroles sont écrites par le premier des premiers ministres du Mandchoukouo Zheng Xiaoxu, qui est un fervent confucianiste et loyal aux Qing, en plus d'être un poète et calligraphe accompli.
| Chinois traditionnel         | Pinyin                                             | Traduction française                                                      |
| ---------------------------- | -------------------------------------------------- | ------------------------------------------------------------------------- |
| 天地內 有了新滿洲            | Tiān dì nèi, yǒu liǎo xīn mǎnzhōu                  | (Aujourd'hui) il y a une nouvelle Mandchourie dans le monde,              |
| 新滿洲 便是新天地            | Xīn mǎnzhōu, biàn shì xīn tiān dì                  | et la nouvelle Mandchourie est simplement le nouveau monde.               |
| 頂天立地 無苦無憂 造成我國家 | Dǐng tiān lì dì, wú kǔ wú yōu, zào chéng wǒ guójiā | Construisons notre pays pour être fier et heureux,                        |
| 只有親愛竝無怨仇             | Zhǐ yǒu qīn'ài bìng wú yuànchóu                    | simplement avec de l'amour et sans haine.                                 |
| 人民三千萬 人民三千萬        | Rénmín sān qiān wàn, rénmín sān qiān wàn           | Trente millions de personnes, trente millions de personnes,               |
| 縱加十倍也得自由             | Zòng jiā shí bèi yě dé zìyóu                       | même dix fois plus, nous serons toujours libres.                          |
| 重仁義 尚禮讓 使我身修       | Zhòng rényì, shàng lǐràng, shǐ wǒ shēn xiū,        | Avec la vertu et le li, je suis restauré ;                                |
| 家已齊 國已治 此外何求?      | Jiā yǐ qí, guó yǐ zhì, cǐwài hé qiú?               | avec la famille en ordre et l'État bien gouverné, je n'ai besoin de rien. |
| 近之則與世界同化             | Jìn zhī, zé yǔ shìjiè tónghuà                      | À partir d'aujourd'hui, intégrons-nous au monde;                          |
| 遠之則與天地同流             | Yuǎn zhī, zé yǔ tiāndì tóng liú                    | pour l'avenir, suivons la voie du paradis et de la terre.                 |

## L'hymne de 1942
L'hymne de 1933 est modifié le 5 septembre 1942 par le décret n°201 du conseil d'État. Le second premier ministre du Mandchoukouo, Zhang Jinghui, qualifie l'hymne de 1933 d'« impropre aux situations actuelles de l'empire » ce qui justifie un changement. Le nouvel hymne, avec des paroles en mandchou (c'est-à-dire en mandarin) et en japonais, est écrit par un comité réuni par Zhang. L'hymne de 1933 est renommé « Chanson d'indépendance du Mandchoukouo » (滿洲國建國歌, en chinois : Mǎnzhōuguó jiàn guógē, en japonais : Manshukoku-kenkoku uta).

### Paroles
| Chinois traditionnel        | Pinyin                                                | Traduction française                                                                                  |
| --------------------------- | ----------------------------------------------------- | --- |
| 神光開宇宙 表裏山河壯皇猷   | Shén guāng kāi yǔzhòu, biǎolǐ shānhé zhuàng huáng yóu | Dans l'univers créé dans la lumière de Dieu, ce vaste territoire renforce la puissance de l'empereur; |
| 帝德之隆 巍巍蕩蕩莫與儔     | Dì'dé zhī lóng wēiwēi dàngdàng mò yǔ chóu             | Si rempli de vertus et si grand qu'il en est incomparable                                             |
| 永受天祐兮 萬壽無疆薄海謳   | Yǒng shòu tiān yòu xī, wànshòuwújiāng bó hǎi xú       | Il reçoit toujours des aides divines, et ses années surpassent les mers;                              |
| 仰贊天業兮 輝煌日月侔       | Yǎng zàn tiān yè xī, huīhuáng rì yuè móu              | Honorons le travail divin, sa gloire n'a d'égal que le soleil et la lune.                             |
| Japonais                    | Méthode Hepburn                                       | Traduction française                                                                                  |
| おほみひかり あめつちにみち | Ōmi-hikari ametsuchi ni michi                         | Remplissant le monde de lumière divine,                                                               |
| 帝德は たかくたふとし       | Teitoku wa takaku tōtoshi                             | La vertu de l'empereur est noble et honorable.                                                        |
| とよさかの 萬壽ことほぎ     | Toyosaka no banju kotohogi                            | Promettons-lui une longue vie prospère                                                                |
| あまつみわざ あふぎまつらむ | Amatsumiwaza aogimatsuran                             | et vénérons les actes de l'empereur                                                                   |

### Interprétation officielle
Selon l'interprétation officielle de l'hymne publiée le même jour que son adoption, le « Dieu » de la première ligne ferait référence à Amaterasu la déesse shinto du soleil, en référence à l'adoption par le Mandchoukouo du shinto d'État en tant que religion officielle en 1940. De plus, la « lumière de Dieu » est interprétée comme étant Arahitogami, c'est-à-dire l'empereur du Japon. La première ligne est ainsi interprétée comme 

« avec la lumière divine, l'univers est créé, avec le luminescence et la paix. La lumière remplit et se répand sur les terres et les rivières mandchoues, et c'est grâce à elle que nous avons notre indépendance et connaissons le succès. Sa majesté l'empereur (Puyi) a reçu la lumière divine pour diriger notre pays et aimer nos citoyens. La première ligne [...] est une ode à notre État. »

L'expression « travail divin » de la quatrième ligne est tiré du rescrit impérial du 10e anniversaire de la nation de Puyi du 1er mars 1942, dans lequel il mentionne 

« Nous devons aiguiser nos esprits en sacrifice pour la sainte guerre de la grande Asie orientale et aider le travail divin de notre nation parente... »

ce qui est interprété comme : 

« Cette ligne décrit la détermination de nos citoyens. Le message impérial du 1 mars déclare que  « [pour] aider le travail divin de notre nation parente », et le travail divin du Japon, notre nation parente, est de révitaliser l'Asie orientale et de créer la sphère de coprospérité.[...] Notre pays est le pionnier de la prospérité de l'Asie orientale.[...] Nos citoyens doivent honorer le travail divin de notre nation parente pour l'aider dans toutes notre entreprises, pour finaliser le but de notre indépendance, pour reconstruire le monde, et pour que le travail divin devienne aussi grand et éternel que le soleil et la lune. »